# Anolis alumina
Anolis alumina е вид влечуго от семейство Dactyloidae. Видът е почти застрашен от изчезване.

## Разпространение
Разпространен е в Доминиканска република и Хаити.